# Questa retrospermatica
Questa retrospermatica is een borstelworm uit de familie van de Orbiniidae. De wetenschappelijke naam van de soort werd voor het eerst geldig gepubliceerd in 2007 door Giere, Ebbe en Erséus.